# Wermlandsflickan
Wermlandsflickan (egentligen Vermlands-Flickan) är ett sångspel i tre akter med text av Anders Fryxell till svenska folkvisor.

## Bakgrund
Pjäsen är mest hågkommen för att det var i denna som Värmlandsvisan för första gången förekom. Wermlandsflickan publicerades ursprungligen i den av P.D.A. Atterbom utgivna Poetisk kalender för år 1822.

## Handling
Wermlandsflickan utspelar sig vid norska gränsen vid tiden för 1790 års fälttåg. I början av första akten råder tillfällig fred, men kärleksparet Anna och Sven fruktar att kriget ska bryta ut igen innan de hinner fira sitt bröllop. Kriget bryter ut och Sven, som är jägare, kallas ut i strid. Anna flyr till skogs tillsammans med sin far Pehr och sin bror Axel. De tar sin tillflykt till farfadern Gunnar, en gammal karolin som vaktar en kolmila i bergen.
Sven tas tillfånga av norsk-danska trupper. En av de norska soldaterna grips av hemlängtan och sjunger en visa om sin fästmö. Sven svarar med att sjunga Värmlandsvisan. I sista scenen kommer budet om fred och Pehr ger sitt samtycke till att Anna och Sven får gifta sig.

## Uppsättningar
Pjäsen spelas sällan numera. En förkortad och bearbetad version framfördes vid tre tillfällen 1973 och 1974 vid hembygdsgårdarna i Nedre Ullerud och Munkerud.

## Utgåvor
Originalet
- Fryxell, Anders (1822). Vermlands-flickan : Sångspel i tre acter. http://litteraturbanken.se/#!/forfattare/AtterbomPDA/titlar/PoetiskKalender1822/sida/I.45/faksimil

Bearbetning
- Fryxell, Anders (1973). Vermlands-flickan : Sångspel i tre acter